# الحركة الصليبية صفحة مشرقة في تاريخ الجهاد الإسلامي (كتاب)
«كتاب: الحركة الصليبية_ صفحة مشرقة في تاريخ الجهاد الإسلامي في العصور الوسطى ». للمؤلف: سعيد عبد الفتاح عاشور 

## عرض الكتاب
إن هذا الكتاب دعوة إلى إعادة قراءة تاريخنا واستلهام نماذجه الناجحة، ودعوة إلى فقه سنن التغيير وكيف ان ظاهرة نور الدين زنكي ليست ظاهرة بطولة فردية خارقة ولكنها خاتمة ونهاية ونتيجه مقدرة لعوامل التجديد ولجهود الامة المجتهدة، وهي ثمرة مائة عام من محاولات التجديد والإصلاح. وبذلك فهي نموذج قابل للتكرار في كل العصور.
هذا الكتاب هو فاتحة سلسلة جديده عن حركات الإصلاح في تاريخ الامة الإسلامية. وهو يتعرض اولا للتكوين الفكري للمجتمع الإسلامي قبل الحروب الصليبية، واثار اضطراب الحياة الفكرية على الحياة الاقتصادية والاجتماعية والسياسية في ذلك الوقت، ثم يتحدث عن مراحل الإصلاح فيبدا بالمحاولات السياسية للإصلاح ويخص منها دور الوزير في نظام الملك ثم مشروعات التجديد والإصلاح الفكرية والتربوية،ويبين الاثار العامة لهذه المحاولات والمشروعات الإصلاحية، ويحلل هذه الاثار ويقومها، ويخرج في النهاية بقوانين وسنن تاريخية مع بيان تطبيقاتها المعاصرة في الامة.

## من مقدمة المؤلف
في هذا الكتاب حاولت أن أقدم دراسة عملية أمنية للحركة الصليبية بمختلف أدوارها ومراحلها، وهى دراسة استنفدت من الجهد والوقت ما لايعلمه إلا الله تعالى. وسيلمس القارئ أننى أعتمد فى هذه الدراسة على عدد ضخم من المصادر المعاصرة- عربية وغير عربية- فضلا عن بعض المراجع الحديثة.
ولا أدع أننى وفيت هذا الموضوع حقه من البحث، وإنما هى محاولة أولى لدراسة تاريخ حلقة من أخطر حلقات الحقبة الوسيطة وأكثرها ازدحاما بالأحداث. ومرة أخرى نكرر أننا نرجو أن تتبع هذه المحاولة محاولات جديدة لإستكمال جوانب الموضوع على أيدى الباحثين الجادين الشرفاء الامناء، وما أكثرهم فى أمتنا والحمد لله.

## طبعات
1. طبعة عام 2010، ، مكتبة الانجلو المصرية ، القاهرة - مصر.[5]
2. طبعة عام 2002، ، مكتبة الانجلو المصرية ، القاهرة - مصر.[6]

## رابط تحميل الكتاب
- كتاب: «الحركة الصليبية_ صفحة مشرقة في تاريخ الجهاد الإسلامي في العصور الوسطى»(نسخه الكترونيه من الكتاب، المكتبة الوقفية).